# Eremias montana
Eremias montana is een woestijnhagedissensoort uit de familie echte hagedissen (Lacertidae). 
De wetenschappelijke naam van de soort werd voor het eerst voorgesteld door Nasrullah en Eskandar Rastegar-Pouyani in 2001. Ze noemden de soort aanvankelijk montanus, maar Eremias is vrouwelijk dus is dat later verbeterd in montana.
Het holotype werd verzameld in de west-Iraanse provincie Kermanshah in bergachtig steppegebied op ongeveer 1800 m hoogte, in het Zagrosgebergte. Het is een vrij kleine hagedis met een lichaamslengte (kop en romp) van 57 mm en een staart van 95 mm lang.